# 鳞片扭蚶
鳞片扭蚶（学名：Trisidos kiyonoi），是魁蛤目魁蛤科扭魁蛤属的一种。主要分布于中国大陆，常栖息在潮间带至潮下带39米。